# Jarosław Oleśnicki
Jarosław Oleśnicki herbu Radwan (zm. przed 11 kwietnia 1635 roku) – chorąży bełski w latach 1606–1618, starosta bełski w latach 1618-1633.
Był elektorem Władysława IV Wazy z województwa bełskiego w 1632 roku.